# (33588) 1999 JZ45
1999 JZ45 (asteroide 33588) é um asteroide da cintura principal. Possui uma excentricidade de 0.23453090 e uma inclinação de 9.30045º.
Este asteroide foi descoberto no dia 10 de maio de 1999 por LINEAR em Socorro.